# Oxynoemacheilus phoxinoides
Oxynoemacheilus phoxinoides és una espècie de peix pertanyent a la família dels balitòrids i a l'ordre dels cipriniformes.

## Etimologia
L'epítet phoxinoides fa referència al seu patró de color semblant al del gènere Phoxinus.

## Descripció
La femella fa 5,3 cm de llargària màxima i el mascle 5,2. 3 espines i 7-8 radis tous a l'aleta dorsal. 3 espines i 5 radis tous a l'anal. Aletes pectorals amb 1 espina i 9-10 radis tous. Dues espines i 7-7 radis tous a les pelvianes. Aleta caudal forcada. Línia lateral contínua.

## Hàbitat i distribució geogràfica
És un peix d'aigua dolça, demersal i de clima subtropical, el qual viu a Àsia: és un endemisme d'un petit rierol de tan sols 5 km de longitud a la conca del llac Iznik al nord-oest d'Anatòlia (Turquia). Prefereix tant els corrents moderadament ràpids com les aigües estancades amb substrat de fang o grava.

## Observacions
És inofensiu per als humans, el seu índex de vulnerabilitat és baix (14 de 100) i les seues principals amenaces són l'extracció d'aigua per a l'agricultura i la disminució de precipitacions a causa del canvi climàtic. Segons la Unió Internacional per a la Conservació de la Natura no hi ha accions de conservació per a aquesta espècie i recomana investigar-la per comprendre millor la seua distribució, la grandària de la població i les seues amenaces potencials per a poder desenvolupar-ne un pla de conservació.